# Final Fantasy XV
A Final Fantasy XV (ファイナルファンタジーXV; Hepburn: Fainaru Fantajī Fifutīn) egy nyílt világú akció-szerepjáték amit a Square Enix fejlesztett és adott ki PlayStation 4-re és Xbox One-ra. Ez a játéksorozat tizenötödik része, 2016. november 29-én jelent meg világszerte. Nyílt világgal rendelkező akció-szerepjáték, hasonló a Kingdom Hearts sorozathoz, ami szintén magában foglalja a fegyverváltás képességét és egyéb elemeket, mint például az autós közlekedés és a kempingezés.
A Final Fantasy XV Eos kitalált világában játszódik. A világ összes országa Lucis királyságának kivételével a Niflheim Birodalom alatt áll. Noctis Lucis Caelum, Lucis trónörököse küldetésre indul hogy visszaszerezze hazáját és a mágikus Kristályt, miután azt Niflheim ellopta a két nemzet közti béketárgyalás előestéjén. Azonban hamar rájön, hogy a Kristály az Eost fenyegető hatalmas veszély központjában áll és az ő feladata megakadályozni az apokalipszist. A játék témájában kapcsolódik a Fabula Nova Crystallis Final Fantasy-hoz,ami a Final Fantasy XIII és a Final Fantasy Type-0 alszériája.
A játék fejlesztése 2006-ban kezdődött, amikor még csak egy PlayStationre exklúzív spin-off volt Final Fantasy Versus XIII címen, ami körülbelül tíz évig tartott. Tecuja Nomura volt az eredeti rendező és karaktertervező, aki megalkotta a karaktereket és az eredeti koncepciót. 2012-ben hivatalosan is átnevezték és Nomura helyébe Hadzsime Tabata lépett.
Hogy további videójátékok fejlesztése nélkül bővítsék a történetet, létrehozták a „Final Fantasy XV Universe” nevű nagyszabású multimédiás projektet, ami magában foglalt egy anime sorozatot, egy filmet és virtuális valóság alapú letölthető tartalmakat.

## Játékmenet
A Final Fantasy XV egy nyílt világú akció RPG ahol a játékos Noctis bőrébe bújva éli át az Eoson átívelő utazását. Bár három társa Gladiolus, Ignis és Prompto kíséri, Noctis az egyetlen karakter,akit a játékos irányíthat. Az egész világ bejárható gyalog, a csapat autójával a „Regaliával" vagy Chocobokkal,amik a Final Fantasy széria visszatérő szárnyasai. Mind a Regalia,mind a Chocobo testreszabható és a madár csatlakozhat akár a csatába is ha elég erős a kapcsolata a játékossal. A Chocobo kézzel, a Regalia pedig kézzel és automata vezérléssel is működik. Az autót bizonyos időközönként fel kell tankolni az útba eső benzinkutaknál.
A városokban amiket a csapat meglátogathat, vendéglők és hotelek vannak amikben megszállhatnak, felszerelést vásárolhatnak a boltokban a játékbeli pénznemért, a gilért és helyi nem játszható karakterek (NPCk) információt nyújthatnak a fő vagy mellékküldetésekhez. Néhány történetszakasz során Noctis előtt dialógus opciók jelennek meg, melyekre a nem játékos karakterek opciótól függően reagálnak. Két nehézségi szint közül választhat a játékos: Könnyű és Normál, de a kettő között bármikor cserélhet. A Könnyű módban a megidézhető Carbuncle megjelenik és meggyógyítja Noctist minden halál alkalmával.

### Harcrendszer
A menü kezelőfelülete helyett a játékos közvetlen a kontroller gombjaival adhatja az utasításokat, például „Támadás", „Védekezés", „Varázslat" és „Leltár". A csaták nem külön arénákban zajlanak, hanem az adott környezetben. Az ellenségekhez közeledve egy veszélyjelző jelenik meg. Amikor túl közel kerül a játékos és támadni kezd, vagy észreveszik, elkezdődik a küzdelem. Ha pedig elég távolra kerül, véget ér a harc. A csatában minden karakternek vannak életpontjai (HP) , Noctisnak pedig ezen felül varázspontjai (MP) is vannak. Ha minden életpont elfogy, a karakter Veszély Módba lép; egy rövid időtartamba, amikor újra feltámaszthatja magát a játékos. Ha Noctis vereséget szenved, a játék véget ér. Noctis három féle akciót tud végrehajtani a csatában: sima támadás, „Warp", ami Noctist egy kiválasztott területre teleportálja, és „Védekezés", ami blokkolja és hárítja a támadásokat. Van egy „Várakozási mód" opció is, amivel a játékos a harc közben megállíthatja az időt és kiválaszthatja, hogy kit támadjon a karaktere és hogy. Noctis és Ignis számára e módban elérhető opció a „Libra" képesség,ami megmutatja az ellenség statisztikáit. Noctis közelharci fegyverek széles skálájához férhet hozzá, mint például egy- és kétkezes kardokat,baltákat, tőröket és pajzsokat. A fegyvereket a semmiből teremti elő és a játékos manuálisan mozgathatja őket. Attól függően változik a támadásai gyorsasága és ereje, hogy melyik fegyvert választja. A normál támadásokon kívül vannak olyanok is, amik nagyobb kárt okoznak Noctis pozíciójától függően, mint például a „Side Strike" vagy a „Blindside" a „Warp Strike" támadás mellett. Az ellenségek támadásait hárítani is lehet és a hárítás minőségétől függően Noctis ellentámadhat. Ha pajzs típusú fegyvert használ, egy sikeres blokkolás visszalöki az ellenséget,sebezhetővé téve a támadásoknak. A történethez kapcsolódó fegyverek a Királyi Fegyverek amiket Noctis egy speciális támadás, az „Armiger" keretében tud előhívni. Ezek erősebbek a normál fegyvereknél, de Noctis életpontjaiba kerül minden használatuk. Ezen kívül pedig Noctis kétféle lőfegyvert használhat: fegyvereket, mint például pisztolyok vagy puskák, vagy gépeket, amik nagyon erősek és az alkalmazott típustól függően változik a hatásuk.
Noctis társait mesterséges intelligencia irányítja, így képesek kontextuális parancsokat végrehajtani. Ahogy Noctis támadja az ellenséget, egy Link Méternek nevezett mérő töltődik folyamatosan. Amikor ez teljes lesz, Noctis társai Linkeket indíthatnak, kooperatív akciókat a csatában. Noctis parancsokat is kiadhat a társainak: Gladiolus a kardjával elsöprő támadást hajt végre, Ignis a téleőrjeit használja, hogy megjelölje az ellenséget Noctisnak, aki így végrehajthatja a Warp Strike támadást, Prompto pedig lőfegyvert vagy jelzőpisztolyt használ, ami lelassítja és eltereli az ellenség figyelmét. Ezeket Noctis követheti támadással, vagy használhatja az Armigert is.
A mágia két kategóriába sorolható: Elemi mágia és Gyűrűmágia. Az Elemi mágia három csoportba sorolható: tűz, jég és elektromosság. A térkép különböző pontjain lehet ezekhez jutni és különleges üvegekbe zárni, hogy mágikus bombákat hozzanak létre, amit az ellenségeken használhatnak. Az Elemi mágiát más külön tárgyakkal is lehet kombinálni, amik új hatásokat adnak például a csapattagok gyógyítása, vagy az ellenségek sebzése.Mind Noctis, mind a csapat többi tagja képes ezt használni. A Gyűrűmágia akkor elérhető, amint Noctis megszerezte, majd felszereléséhez hozzáadta a történetben már emlegetett Lucii Gyűrűt, ami egyben erősebb mágikus képességeket nyújt, mint például a „Halál”, amely az ellenfelek életerejének kiszipolyozására képes. Egy bizonyos ponton a játék történetszálában, Noctis megidéz több égi teremtményt akik segítenek neki és társainak egy pusztító támadás elszabadításával. A teremtmények közt jelen van Titan, Ramuh, Leviathan és Shiva, azonban a támadásaik kivitelezésében fontos szerepet játszik a környezet, mint például Leviathant a szabadban csak akkor lehet megidézni, ha rendelkezésre áll legalább egy nagyobb víztömeg. A történet egyes részein Noctis társaságba keveredik különböző karakterekkel akik különleges támadásaikat Noctis bizonyos mozdulatai után használhatják.

### Karakterfejlődés
A karakterek minden harc után Tapasztalati pontokat (EXP) nyernek, amiből ha bizonyos mennyiség összegyűlik, szintet léphetnek abban az esetben, ha a csapat biztonságos zónákba, úgy nevezett „Haven"-be ér, amik kemping helyek, vagy vendéglők, hotelek. Amikor a csapat ezeken a helyeken lepihen éjszakára, minden karakter a gyűjtött EXP alapján szintet lép. Ha valakit legyőznek a csatában, az összes előző szintlépés után gyűjtött EXP-je örökre elveszik. Bizonyos tevékenységektől Képesség Pontokat (AP) is nyerhet a csapat. Az AP-t a Felemelkedésre lehet használni, a játék szintlépő rendszerére, ami különböző ágakra van osztva, úgynevezett „Asztrálszférákra". Minden Asztrálszféra típus szerint van rendezve; mágia, harc és passzív képességek. AP-t költve bármelyikre megnyitja az Asztrálszféra környezetét, ami több pontot költve több képesség feloldására használható.
Noctis társainak megvannak a maguk képességei, amik a használatuknak megfelelően fejleszthetőek, és hatással vannak a felszerelésre is.Noctis horgász képessége nő, minél többet horgászik, illetve minél jobb eszközöket használ, ami ezáltal a felszerelését is fejleszti. Gladiolus túlélő képessége a csapat által megtett egynapi távolság függvényében nő, ami növeli az eszközeik és a felszerelésük minőségét is. Ignis főzése fejleszthető az összetevőkkel amiket meg lehet vásárolni boltokban, vagy megtalálhatóak a vadonban, az általa elkészített ételek pedig a csapat állapotára is hatással vannak. Prompto az utazás alatt képeket készít, amik minősége idővel egyre jobb lesz.

## Áttekintés

### Helyszín
A Final Fantasy XV egy Földszerű bolygón játszódik, aminek Eos a neve. Három kontinensből áll: Lucis, Accordo és Niflheim. Az északkeleten fekvő Lucis egy olyan királyság, ami birtokában van egy Kristály nevű mágikus tárgynak, amit a Caelum dinasztia kapott a világ isteneitől és a generációról generációra öröklődő Lucisok Gyűrűjén keresztül használ. Az Eos déli részén található Accordo egy szabad kereskedelmi városok egyesülésén alapuló szigetország, a nyugati kontinens pedig a technológiailag fejlett Niflheimnek és Tenebrae nemzetének ad otthont. Tenebrae-t az Orákulum irányítja—egy olyan papnő, aki képes a világ isteneivel beszélni és megállítani a Csillagvészt, egy pestisszerű betegséget, ami magába szív minden természetes fényt és éjszakai lényeket, Daemonokat enged szabadjára a világon. Ezen kívül Eos világában jelentős lények az Asztrálok; egy isteni faj, amely a világot őrzi és nem avatkozik az emberi ügyekbe és az Igaz Király; egy legendás figura, aki megjelenik, ha sötétség fenyegeti a világot.
Lucis és a militarista Niflheim, amely leigázta Eos nagy részét évszázadokig háborúban állt, míg Tenebrae megtarthatta politikai autonómiáját az Orákulum nagy befolyása miatt, Accordio pedig szabadon folytathatta saját ügyeit, amennyiben azok nem ütköztek Niflheim érdekeivel. Eközben Lucis fővárosa Insomnia az egyetlen, ami leigázatlanul maradt a Falnak köszönhetően- egy mágikus pajzsnak, amit a Kristály üzemeltet. Ez visszatartja Niflheim Magitek seregeit, viszont lassanként elszívja a király életerejét. A játék elején a két ország fegyverszünetet hirdet, és a békeszerződés keretében bejelentik Noctis herceg és a Tenebrae-i Lunafreya házasságkötését.

### Karakterek
A két főszereplő Noctis Lucis Caelum, Lucis koronahercege és az egyedüli játszható karakter, és jövendőbelije Lunafreya Nox Fleuret, az Orákulum és Tenebrae volt hercegnője. Noctist útja során hárman kísérik: Gladiolus Amicitia, Noctis testőre; Ignis Scientia, a tehetséges stratéga és Noctis tanácsadója; és Prompto Argentum, Noctis barátja egy alsóbb társadalmi rétegből, akit még az iskolában ismert meg. A vendég karakterek közt szerepel Cor Leonis, Lucis legendás harcosa aki védelmi szerepet lát el Noctis csapatában; és Iris Amicitia, Gladiolus húga. Egyéb kulcsfontosságú karakterek még Regis Lucis Caelum CXIII, Lucis királya és Noctis apja; Gentiana, Lunafreya szolgálója; valamint Cid Sophiar és az unokája Cindy Aurum, szerelők akik az autó karbantartásáról gondoskodnak. Niflheim birodalmán Iedolas Aldercapt császár uralkodik. Aldercapt szövetségesei többek között Ardyn Izunia, birodalmi kancellár; Ravus Nox Fleuret, Lunafreya bátyja és a birodalmi sereg főparancsnoka; Verstael Besithia, a birodalom fő kutatója; és Aranea Highwind, egy zsoldos dragonyos Nilfheim szolgálatában.
|  | Alább a cselekmény részletei következnek! |

### Cselekmény
Lucisban Noctis és barátai Gladiolus,Ignis és Prompto elindulnak Accordo fővárosába Altissiába, Noctis és Lunafreya esküvőjének helyszínére. Az út során tudomásukra jut a Birodalom Insomniára támadása és a Kristály ellopása, valamint Noctis apjának, Regis Királynak a meggyilkolása. Találkoznak a királyi testőrség parancsnokával Cor Leonissal, aki megbízza Noctist Lucis ősi királyi fegyvereinek visszaszerzésével, hogy megmenthesse a Kristályt és újra elfoglalhassa a trónját. Később útjukba kerül Ardyn Izunia Niflheim kancellárja, aki elvezeti őket az Asztrál Titanhoz a Cauthess Lemeznél. Miután leküzdik a Titant támadó birodalmi erőket, Noctis megtudja, hogy Lunafreya győzte meg az Asztrált, hogy hatalommal ruházza fel őt. Ezután folytatják az utazást Eoson keresztül visszaszerezve Noctis ősi ereklyéit és Gentianán keresztül megismerve az Asztrál Ramuh-t. Az út során rájönnek, hogy a nappalok egyre rövidebbek lesznek és a Daemonok száma is növekszik. Ezek a jelenségek a Csillagvész részét képezik, amit ha nem állítanak meg, egész Eost örök sötétségbe taszítja.
A csapat végül elérkezik Altissiába, ahol Lunafreya menedéket lelt. Lunafreya megidézi az Asztrált, Leviathant, hogy Noctis megszerezhesse az erejét, de Niflheim támadásakor Leviathan ámokfutásba kezd. Ardyn felfedi valódi énjét, amikor halálosan megsebesíti Lunafreyát, ezzel szakítva meg a rituálét; azonban Noctis erőinek felébresztése sikerrel jár, és így képes legyőzni Leviathant. Öntudatlan állapotában Lunafreya szelleme szól hozzá egy álom formájában, és átadja neki Lucis ősi királyainak Gyűrűjét. Noctis ébredésekor azzal szembesül, hogy Altissiában káosz tombol, és Ignis megvakult a csata során. A csapat folytatja útját Niflheim fővárosa, Gralea felé, miközben Ignis vaksága és Noctis hosszúra nyúlt gyásza Lunafreya halála miatt konfliktust eredményez Noctis és Gladiolus között, mígnem Ignis ki nem békíti őket. A felbukkanó Ardyn cselszövése miatt Noctis letaszítja a vonatról Promptót, akit ezután Ardyn a Kristállyal együtt Gralea legfőbb erődjében őriz. Mindeközben azt is felfedi a csapat számára, hogy a Kristály ereje képes elpusztítani a Daemonokat. Noctis tovább halad Gralea felé - Gentiana áldásával, akiről kiderül, hogy az Asztrál Shiva földi alakja - amit odaérkezésükre már megszálltak Ardyn Daemonai. Noctis rákényszerül az ősi Gyűrű felhúzására, hogy felébreszthesse erőit. Prompto megmentése után, akiről kiderül, hogy Niflheimből származik, a csapat tovább küzdi magát az erődben, ahol Lunafreya bátyjával Ravusszal találkoznak, valamint Niflheim császárával Iedolas Aldercapttal, akit Ardyn Daemonokká változtatott.
Elkülönülve a csapattól Noctis végre eléri a Kristályt, ami lassan magába húzza őt. Ekkor megjelenik Ardyn és felfedi, hogy ő valójában Ardyn Lucis Caelum, Lucis régi gyógyítója és királya, akit kétezer éve választott ki a Kristály. Ardyn azzal, hogy magába szívta a Daemonokat megmentette Eost, de Noctis ősei kiközösítették. A Daemonok erejétől halhatatlan lett, ezért az Asztrálok nem engedték, hogy felemelkedjen a többi halott király közé, ezért megfogadta, hogy bosszút áll a királyi vérvonalon és a Kristályon. Felgyorsította a Csillagvészt, miközben várta az Igaz Király megjelenését, hogy így mindkettejüket egyszerre elpusztíthassa. A Kristályban Noctis találkozik az Asztrál Bahamuttal, és megtudja, hogy ő a prófécia Igaz Királya, aki eltörli a Csillagvészt és visszahozza a fényt Eosra. Noctis felkészül a sorsa beteljesítésére, tudva, hogy az életével fizet érte, de visszatérve a valóságba kiderül, hogy tíz év telt el közben. Újra találkozik a barátaival-akik ez idő alatt folyamatosan harcoltak a Daemonokkal-mielőtt Insomnia romjai felé indulnak. Miután a csapat legyőzi az ellenük fordult Asztrál Ifritet, Noctis egyedül szembeszáll Ardynnal és végül le is győzi. Noctis ezután elfoglalja helyét a trónon és Lucis ősi királyai és a Kristály erejének segítségével feláldozza magát, hogy véget vessen a Csillagvésznek, és kiűzze a Daemonokat Eosról. A szellemek birodalmában pedig Lunafreyával és Lucis ősi királyaival együtt elpusztítják Ardyn lelkét is.
A stáblista közepén egy visszaemlékezésben Noctis az utolsó táborozásuk alkalmával elmeséli Gladiolusnak,Ignisnek és Promtonak, hogy mennyit jelentenek neki. A stáblista vége után pedig Noctis és Lunafreya végre összeházasodnak a túlvilágon, ahogy új nap virrad Eosban.
|  | Itt a vége a cselekmény részletezésének! |

## A játék fejlesztése
A Final Fantasy XV-t elsősorban a Square Enix Business Division 2 stúdió fejlesztette ki. A HexaDrive, XPEC Entertainment, Plusmile, Umbra és a Streamline Studios is segített a fejlesztésben. Az alkotógárda tagjai közt Hadzsime Tabata rendező,Sindzsi Hasimoto producer, fő író Szaori Itamuro, aki Kazusige Nodzsima eredeti kézirata nyomán írta a történetet és művészeti vezetők Tomosiro Haszegava, Juszuke Naora és Izamu Kamikokurjo is szerepel. A karakterterveket Tecuja Nomura és Roberto Ferrari tervezték, de később ezeket Naora újraalkotta. A főszereplők ruháit Hiromu Takahara, a Roen divatház vezető dizájnere tervezte. A zenét főként Jóko Simomura szerezte, a CGI jelenetek rendezője pedig Takesi Nozue,a Square Enix CGI stúdiója, a Visual Works munkatársa. A logó illusztrációját Jositaka Amano tervezte.
A fejlesztés 2006-ban kezdődött, amikor a játék még csak spin-offnak készült PlayStation 3-ra, Final Fantasy Versus XIII. címen. A Fabula Nova Crystallis Final Fantasy sorozat részeként jelentették be, amelyben a játékokat egy közös történet kapcsolt össze és a Square Enix Crystal Tools játékmotorján futott. A játék, melyet a Kingdom Hearts alkotócsapata fejlesztett, sötétebb hangulatúnak volt szánva a Final Fantasy sorozatban, mint az eddigi részek. Nomura volt az eredeti rendező, dizájner, valamint tőle származik a kezdeti elképzelés és forgatókönyv. A project elhúzódott, fejlesztése gondokkal járt, és az elkövetkezendő hat évben csak elvétve lehetett hallani róla. A nagyszabású projektről már 2007-ben feltételezték, hogy a sorozat új része lesz. A PlayStation 4 és az Xbox One bemutatása után a fejlesztők úgy döntöttek, hogy a játékból valóban a sorozat új része válik majd, az eredetileg tervezett PS3 verziót pedig technikai problémák miatt nem folytatták. A játékmotor szintén megváltozott, a cég új tulajdonára, a Luminous Studio játékmotorra váltva. Mikor a játék átformálásáról és az új konzolokra való kialakításáról 2012-ben döntés született, a Versus XIII még csak 20-25%-ban volt kész, és Tabata szerint soha nem öltött teljesen formát.
Amikor Tabata átvette az irányítást Nomurától, az egész alkotógárda átrendeződött és a fejlesztés újraindult, bár késő 2013-ig együtt dolgozott Nomurával, hogy a projekt minél közelebb maradhasson az eredeti verzióhoz. A változások közt szerepelt az eredeti nyitány eltávolítása, és az eredeti főhősnő Stella Nox Fleuret kicserélése Lunafreyára. A Fabula Nova Crystallissal való kapcsolatot is csökkentették, hogy a játék marketingjét segítsék. A Final Fantasy XV mögött álló fő koncepció egy "fantasyn alapuló valóság" volt, ahol a Földszerű világba csempésznek fantasy elemeket. Ennek megvalósítása érdekében Eos egyes helyszínei valós helyszíneken alapulnak, mint például Tokió, Velence vagy a Bahamák.
Végül 2006-ban jelentették be a XIII és a Type-0 mellett, és a 2013-as Electronic Entertainment Expon teljesen új nevet kapott, az ezután elkövetkező években pedig rendszeres tájékoztatást adtak a játék felől. 2015 márciusában kiadtak egy Final Fantasy XV: Episode Duscae nevű játékdemót a Final Fantasy Type-0 HD limitált kiadásához. Márciusban jelentették be a játék szeptember 30-án való kiadását Los Angelesben, az "Uncovered: Final Fantasy XV" rendezvény keretében. Hogy további videójátékok fejlesztése nélkül bővítsék a történetet, létrehozták a Final Fantasy XV Univerzumot, amiben egy második demo, a Platnum Demo: Final Fantasy XV, egy CGI film Kingsglaive: Final Fantasy, egy anime Brotherhood: Final Fantasy XV és egy mobiljáték is szerepel. Végül bár szeptember 30-ra ígérték, a további tökéletesítés végett csak november 29-én jelent meg. Patcheket és a játékra alapuló letölthető tartalmakat is terveznek, mint például egy a Playstation VR-ra épülő kiegészítést Final Fantasy XV VR Experience néven.

## Fogadtatás
A Final Fantasy XV a Metacritic szerint többnyire pozitív visszajelzést kapott a kritikusoktól. Több játékfejlesztő is a kedvenc játékának nevezte 2016-ban, beleértve a Final Fantasy sorozat megalkotóját, Hironobu Szakagucsit, Sigeo Komorit az Atlustól, Takasi Morinakát a Koei Tecmótól, valamint Terujuki Torijamát and Suhei Josidát a and Sony Interactive Entertainment-től.

### Díjak
A Final Fantasy XV számos díjat nyert különböző játékkiadóktól, többek között az "Év Játéka" címet a DualShockerstől, a CGMagazine-tól, az RPG Site-tól, RPG Fan-tól, a Drago D'oro-tól és a GameFAQs-tól; "Legjobb RPG" címet az IGN-től, az MMORPG-től, az RPG Site-tól, a Spanzio Games-től és a PlayStation LifeStyle-tól; a "Legjobb Zene" címet az IGN-től, az RPG Site-tól, a LaPS4-től, az RPG Fan-tól és az US Gamer-től; valamint a "Legjobb Alkotógárda" címet a Game Informer-től, az RPG Fan-tól és az US Gamer-től. A 2017-es National Academy of Video Game Trade Reviewers Awards során a játék első lett a "Játék", "Franchise Role Playing", "Zene" és az "Original or Adapted" kategóriákban. A PlayStation Blog a Legjobb PS4 Játék, a Pro Legjobb Használata, a Legjobb Zene, a Legjobb Látványelemek és az Év Studiója kategóriákban jutalmazta a Final Fantasy XV-t.

### Eladások
Az első huszonnégy órán belül, a Square Enix bejelentette, hogy a Final Fantasy XV-ből ötmillió darab kelt el világszerte beleértve a megrendeléseket és a digitális vásárlásokat is - ezzel a játék máris visszanyerte a belefektetett költségeket. Ezzel a Final Fantasy XV az eddigi legnagyobb haszonnal járó megjelenést tudhatta magáénak a franchise története során. Japánban megdöntötte az első napon eladott legtöbb játék rekordját, és egész Ázsiában további rekordokat állított fel megrendelésekel és letöltésekkel kapcsolatosan. Japánban a PlayStation 4 verzió a játék toplisták első helyén volt, 690,471 eladott darabbal. Az Xbox One verzióból 3,791 darab kelt el. Összesen tehát 694,262 darab játék talált gazdára, ami kevesebb volt, mint a Final Fantasy XIII, de több, mint a Realm Reborn: Final Fantasy XIV. esetében. A második héten a régióban 79,792 példány kelt el, 88%-kal kevesebb, mint a megjelenés hetében. A játék megjelenésének hatására a PS4 konzolok eladási száma is 42,102 eladott példánnyal nőtt az előző héthez képest. Az Egyesült Királyságban a Final Fantay XV a második legnagyobb Final Fantasy megjelenés volt a Final Fantasy XIII után. A Square Enix szerint 2017 januárjára a megrendelések világszerte meghaladták a hatmillió példányt.